# Unabhängiger Sportclub Münster 2014-2015
Questa voce raccoglie le informazioni riguardanti l'Unabhängiger Sportclub Münster nelle competizioni ufficiali della stagione 2014-2015.

## Organigramma societario
Area direttiva
- Presidente: Jörg Adler

Area tecnica
- Allenatore: Axel Büring
- Allenatore in seconda: Til Kitell, Marvin Mallach, Ulrich Vetter
- Assistente allenatore: Manuela Kiousis, Andreas Klose
- Scout man: Manuela Kiousis

Area sanitaria
- Medico: Christian Fechtrup, Rieke Herzog, Stephan Maurer
- Fisioterapista: Clara Schneider, Dorothee Terstegge

## Rosa
| N° | Nome               | Ruolo | Data di nascita   | Nazionalità sportiva |
| -- | ------------------ | ----- | ----------------- | -------------------- |
| 2  | Irina Kemmsies     | P     | 14 maggio 1996    | Germania             |
| 4  | Tess von Piekartz  | P     | 24 luglio 1992    | Paesi Bassi          |
| 6  | Sina Fuchs         | S     | 28 settembre 1992 | Germania             |
| 7  | Sarah Petrausch    | S     | 31 luglio 1990    | Germania             |
| 9  | Alisha Ossowski    | S     | 26 marzo 1995     | Germania             |
| 10 | Ashley Benson      | C     | 20 febbraio 1989  | Stati Uniti          |
| 12 | Wiebke Silge       | C     | 16 luglio 1996    | Germania             |
| 14 | Linda Dörendahl    | L     | 20 luglio 1984    | Germania             |
| 16 | Julia Schäfer      | S/O   | 3 luglio 1996     | Germania             |
| 17 | Ines Bathen        | S     | 27 agosto 1990    | Germania             |
| 18 | Leonie Schwertmann | C     | 12 febbraio 1994  | Germania             |